# Farid Chaâl
Farid Chaâl (ur. 3 lipca 1994 w Beni Douala) – algierski piłkarz grający na pozycji bramkarza. W sezonie 2020/2021 występuje w klubie MC Algier.
Uczestnik Letnich Igrzysk Olimpijskich 2016.

## Kariera klubowa

### MC Algier
Chaâl zadebiutował w barwach MC Algier 29 maja 2015 roku w przegranym 2:1 spotkaniu przeciwko RC Arbaâ. Do 10 września 2021 roku dla MC Algier Algierczyk rozegrał 103 mecze, 33 razy zachowując czyste konto. 

### USM El Harrach
Chaâla wypożyczono do USM El Harrach 30 lipca 2015 roku. Debiut dla tego klubu zaliczył on 14 sierpnia 2015 roku w meczu z JS Saoura (1:1). Łącznie w barwach USM El Harrach Algierczyk wystąpił w 27 spotkaniach, 13 razy zachowując czyste konto.

## Kariera reprezentacyjna
| Mecze i gole w reprezentacji | Mecze i gole w reprezentacji | Mecze i gole w reprezentacji | Mecze i gole w reprezentacji | Mecze i gole w reprezentacji | Mecze i gole w reprezentacji | Mecze i gole w reprezentacji | Mecze i gole w reprezentacji     |
| Algieria U-23                | Algieria U-23                | Algieria U-23                | Algieria U-23                | Algieria U-23                | Algieria U-23                | Algieria U-23                | Algieria U-23                    |
| Lp.                          | Data                         | Miejsce                      | Gospodarz                    | Gość                         | Wynik                        | Gol                          | Rozgrywki                        |
| ---------------------------- | ---------------------------- | ---------------------------- | ---------------------------- | ---------------------------- | ---------------------------- | ---------------------------- | -------------------------------- |
| 1.                           | 28.03.2016                   | Goyang                       | Korea Południowa U-23        | Algieria U-23                | 3:0                          |                              | Mecz towarzyski                  |
| 2.                           | 04.08.2016                   | Rio de Janeiro               | Honduras U-23                | Algieria U-23                | 3:2                          |                              | Letnie Igrzyska Olimpijskie 2016 |
| 3.                           | 07.08.2016                   | Rio de Janeiro               | Argentyna U-23               | Algieria U-23                | 2:1                          |                              | Letnie Igrzyska Olimpijskie 2016 |

## Sukcesy
Sukcesy w karierze klubowej:
- Championnat National de Première Division – 1x, z MC Algier, sezon 2016/2017
- Superpuchar Algierii – z MC Algier, złoto (sezon 2014/2015) oraz srebro (sezon 2016/2017)

Sukcesy w karierze reprezentacyjnej:
- Mistrzostwa Afryki U-23 – 1x, z reprezentacją Algierii U-23, 2015 rok